# Roberto Gianviti
Roberto Gianviti (Ancona, 26 gennaio 1924 – Roma, 6 maggio 1999) è stato uno sceneggiatore e scrittore italiano.

## Biografia
Ha scritto oltre 120 film, principalmente commedie, ma anche thriller e film drammatici. Collaborò con Lucio Fulci, Totò e Franco e Ciccio. Iniziò nel 1953 con la sceneggiatura di Canto per te, in collaborazione con Maggiorino Canonica, Marino Girolami e Leni Landi. Il suo ultimo lavoro è stato La donna del treno, serie tv in due episodi del 1999.

## Filmografia parziale
- Canto per te, regia di Marino Girolami (1953)
- Non vogliamo morire, regia di Oreste Palella (1954)
- Il cantante misterioso, regia di Marino Girolami (1954)
- La ragazza di Via Veneto, regia di Marino Girolami (1955)
- A sud niente di nuovo, regia di Giorgio Simonelli (1956)
- Cantando sotto le stelle, regia di Marino Girolami (1956)
- Occhi senza luce, regia di Flavio Calzavara (1956)
- Ore 10: lezione di canto, regia di Marino Girolami (1956)
- Sette canzoni per sette sorelle, regia di Marino Girolami (1956)
- Serenate per 16 bionde, regia di Marino Girolami (1957)
- Buongiorno primo amore!, regia di Marino Girolami e Antonio Momplet (1957)
- Vivendo cantando... che male ti fò?, regia di Marino Girolami (1957)
- Non cantare, baciami!, regia di Giorgio Simonelli (1957)
- Domenica è sempre domenica, regia di Camillo Mastrocinque (1958)
- Quando gli angeli piangono, regia di Marino Girolami (1958)
- Mia nonna poliziotto, regia di Steno (1958)
- Perfide ma... belle, regia di Giorgio Simonelli (1958)
- Totò a Parigi, regia di Camillo Mastrocinque (1958)
- I tartassati, regia di Steno (1959)
- La cambiale, regia di Camillo Mastrocinque (1959)
- La duchessa di Santa Lucia, regia di Roberto Bianchi Montero (1959)
- Fantasmi e ladri, regia di Giorgio Simonelli (1959)
- Totò, Eva e il pennello proibito, regia di Steno (1959)
- Il terrore della maschera rossa, regia di Luigi Capuano (1959)
- Le olimpiadi dei mariti, regia di Giorgio Bianchi (1960)
- Femmine di lusso, regia di Giorgio Bianchi (1960)
- A noi piace freddo...!, regia di Steno (1960)
- Appuntamento a Ischia, regia di Mario Mattoli (1960)
- Un militare e mezzo, regia di Steno (1960)
- Psycosissimo, regia di Steno (1961)
- Sua Eccellenza si fermò a mangiare, regia di Mario Mattoli (1961)
- Totò diabolicus, regia di Steno (1962)
- Appuntamento in Riviera, regia di Mario Mattoli (1962)
- I diavoli di Spartivento, regia di Leopoldo Savona (1963)
- La donna degli altri è sempre più bella, regia di Marino Girolami (1963)
- Siamo tutti pomicioni, regia di Marino Girolami (1963)
- Zorro e i tre moschettieri, regia di Luigi Capuano (1963)
- Rose rosse per Angelica, regia di Steno (1963)
- D'Artagnan contro i 3 moschettieri, regia di Fulvio Tului (1963)
- I due toreri, regia di Giorgio Simonelli (1964)
- Le tardone, regia di Marino Girolami (1964)
- Sedotti e bidonati, regia di Giorgio Bianchi (1964)
- La vendetta dei gladiatori, regia di Luigi Capuano (1964)
- Queste pazze, pazze donne, regia di Marino Girolami (1964)
- Come inguaiammo l'esercito, regia di Lucio Fulci (1965)
- Per un pugno nell'occhio, regia di Michele Lupo (1965)
- Veneri al sole, regia di Marino Girolami (1965)
- Kindar l'invulnerabile, regia di Osvaldo Civirani (1965)
- Il rinnegato del deserto (Una ráfaga de plomo), regia di Paolo Heusch e Antonio Santillán (1965)
- L'affare Beckett, regia di Osvaldo Civirani (1966)
- El Rojo, regia di Leopoldo Savona (1966)
- Come svaligiammo la Banca d'Italia, regia di Lucio Fulci (1966)
- I barbieri di Sicilia, regia di Marcello Ciorciolini (1967)
- I due figli di Ringo, regia di Giorgio Simonelli e Giuliano Carnimeo (1967)
- Operazione San Pietro, regia di Lucio Fulci (1967)
- Due rrringos nel Texas, regia di Marino Girolami (1967)
- Quando dico che ti amo, regia di Giorgio Bianchi (1967)
- Professionisti per un massacro, regia di Nando Cicero (1967)
- Colpo maestro al servizio di Sua Maestà britannica, regia di Michele Lupo (1967)
- Come rubammo la bomba atomica, regia di Lucio Fulci (1967)
- Il lungo, il corto, il gatto, regia di Lucio Fulci (1967)
- L'uomo del colpo perfetto, regia di Aldo Florio (1967)
- Franco, Ciccio e le vedove allegre, regia di Marino Girolami (1968)
- I due crociati, regia di Giuseppe Orlandini (1968)
- I due vigili, regia di Giuseppe Orlandini (1968)
- I nipoti di Zorro, regia di Marcello Ciorciolini (1968)
- Capriccio all'italiana, regia di Steno (1968)
- Rapporto Fuller, base Stoccolma, regia di Sergio Grieco (1968)
- Beatrice Cenci, regia di Lucio Fulci (1969)
- Una sull'altra, regia di Lucio Fulci (1969)
- Buon funerale amigos!... paga Sartana, regia di Giuliano Carnimeo (1970)
- I due maggiolini più matti del mondo, regia di Giuseppe Orlandini (1970)
- I due maghi del pallone, regia di Mariano Laurenti (1970)
- Satiricosissimo, regia di Mariano Laurenti (1970)
- Cose di Cosa Nostra, regia di Steno (1971)
- I due assi del guantone, regia di Mariano Laurenti (1971)
- Il clan dei due Borsalini, regia di Giuseppe Orlandini (1971)
- Una lucertola con la pelle di donna, regia di Lucio Fulci (1971)
- Non si sevizia un paperino, regia di Lucio Fulci (1972)
- Il sergente Rompiglioni, regia di Pier Giorgio Ferretti (1973)
- Zanna Bianca, regia di Lucio Fulci (1973)
- Tre per una grande rapina (Le mataf), regia di Serge Leroy (1973)
- Il ritorno di Zanna Bianca, regia di Lucio Fulci (1974)
- L'eredità dello zio buonanima, regia di Alfonso Brescia (1974)
- Sette note in nero, regia di Lucio Fulci (1977)
- Dove vai in vacanza?, regia di Mauro Bolognini, Luciano Salce e Alberto Sordi (1978)
- Una donna di notte, regia di Nello Rossati (1979)
- Murderock - Uccide a passo di danza, regia di Lucio Fulci (1984)